# 가치중립
가치중립(영어: Value-freedom; 가치자유)은 어떠한 특정 가치관이나 태도에 치우치지 않는 것을 의미한다.
보통 가치중립성(Value‑freedom)은 원어명에 따라 가치자유라고도 번역되는데 사회학자 막스 베버가 제시한 방법론적 입장으로, 연구자가 과학적 작업을 수행할 때 자신의 가치관을 자각하여 그 가치판단이 초래할 수 있는 편향을 최대한 줄이려는 것을 목표로 한다.

## (사회)과학적 의미
사회과학에서 연구자의 목표는 가치에 의해 구조화된 주제들을 연구하되, 그 분석 자체는 가치판단에 근거하지 않도록 하는 데 있다. 이 개념에 따르면, 연구자는 이러한 가치들을 규범적(처방적) 판단을 내리지 않은 채 ‘객체(object)’로 삼아야 한다.
과학적 사실이나 기술 그 자체는 철저히 중립적인 것으로서, 아무런 다른 의미나 가치를 지니지 않는다는 것이다. 예를 들어 박테리아에 대한 연구가 있다고 하면, 그 연구는 박테리아에 관한 지적 호기심을 충족시켜 주는 것일 뿐 다른 사회학적 의미나 정치적 함의를 띄지 않은 순수한 것이다. 사실은 사실 그 자체일 뿐 특정 사상에 가치를 더해 줄 수 없다.

### 과학의 가치 중립성에 대한 여러 가지 수준에서의 의미
1. [철학 일반] 과학은 증거에 바탕해서 사실 명제를 다루기 때문에 도덕이나 법, 사회문화적 가치와 무관하다. '사실'(is)과 '당위'(ought) 사이에는 좁혀질 수 없는 간격이 존재한다.
2. [과학방법론] 과학의 방법론은 (가치)중립성(neutrality)과 공평성(impartiality)으로 특징지어진다.
3. [과학자사회] 사실을 다루는 과학자사회(scientific community)는 세상으로부터 독립성(autonomy)을 유지하고 있으며, 또 이를 유지하는 것이 중요하다.
4. [과학자와 사회의 상호작용] 과학자는 사실의 기술에 충실해야지 과학이 낳는 사회적 영향과 같은 윤리적 문제에 대해서는 고민할 필요가 없다. 윤리적 문제는 윤리학자, 사회, 정치인, 시민의 몫이다.[3]

### 과학의 가치 중립성에 대한 논란

#### 등장배경
근대이후 과학의 현저한 발전으로, 과학과 인간의 삶은 떼려야 뗄 수 없는 관계가 되었다. 순수 자연과학이 주를 이루었던 과거와 달리, 거대 과학이 등장하면서 과학은 일상의 거의 모든 분야를 잠식하다시피 하게 되었다. 과학은 그저 자연현상을 설명하는 것에 그치지 않고 실생활에 응용되며 영향을 주고 받는다. 이 과정에서 일부 과학은 그 본래의 목적을 상실하고 다른 용도로 이용되기도 하는데, 대표적인 예로 노벨의 다이너마이트가 있다. 혹은, 과학연구가 실생활에 응용되는 예가 많아져 그 자체로 경제적 가치를 지니게 되는 경우도 있다. 예로 자동차 산업이나 반도체 산업 등을 들 수 있을 것이다. 이렇게 과학이 정치·사회·문화와 많은 영향을 주고받게 되면서, '어떤 영향에 의해 시작된 연구와, 그 연구가 다시 끼치는 영향을 고려할 때 과학은 과연 가치중립적인 것인가'라는 논의가 등장하게 되었다. 

#### 논란의 핵심 주장
1. 과학 기술은 그 자체로는 철저히 중립적이지만, 그것을 이용하는 사람들에 의해 의미나 가치가 결정되는 것이다.
2. 과학자 또한 인간이므로, 자신의 사회적·종교적·정치적 배경에 따라 연구방향에 가치가 개입될 수 밖에 없다.

#### 논란이 가지는 의의
과학의 가치 중립성에 대한 단정적 정답은 없지만, 이러한 분석은 과학지식에 대한 철학적 논의에서 과학과 사회의 접점에 대한 구체적이고 실천적 논의로 나아가는 데 징검다리 역할을 해 준다는 점에서 의의를 지닌다.

## 같이 보기
- 사실 가치 구분
- 사회과학
- 과학철학